# آرثر جونز
آرثر جونز (بالإنجليزية: Arthur Jones) (و. 1915 – 1991 م) هو سياسي، من المملكة المتحدة، كان عضوًا في حزب المحافظين، توفي عن عمر يناهز 76 عاماً.

## مناصب
تولى منصب عضو البرلمان في المملكة المتحدة.